# 브루노 소리아노
브루노 소리아노 이도(스페인어: Bruno Soriano Llido, 1984년 6월 12일 ~ )는 흔히 브루노 (Bruno)로 불리는 스페인의 전 축구 선수이다. 2006년 10월 1일 RCD 마요르카와의 프리메라리가에서 성인 데뷔전을 치른 이래 현재까지 비야레알 CF에서만 활약했으며, 280경기에서 20골을 기록하였다.

## 같이 보기
- 원클럽맨 명단